# The Singles Collection Volume 1
The Singles Collection Volume 1 – pierwsza część zbioru singli Queen, wydanego 1 grudnia 2008. Obejmuje ona wczesny okres działalności zespołu – lata 1973–1979. Znajduje się tutaj pierwszy singel zespołu, „Keep Yourself Alive” oraz pierwszy, który przyniósł grupie sukces - „Bohemian Rhapsody”. Zestaw kończy się na wydawnictwie „Don’t Stop Me Now” z 1979.
Zdjęcia z okładek pochodzą z archiwów Briana Maya.

## Lista utworów
CD 1:
1. „Keep Yourself Alive”
2. „Son And Daughter"

CD 2:
1. „Seven Seas of Rhye”
2. „See What A Fool I’ve Been"

CD 3:
1. „Killer Queen”
2. „Flick of the Wrist"

CD 4:
1. „Now I’m Here”
2. „Lily of the Valley"

CD 5:
1. „Bohemian Rhapsody”
2. „I’m In Love With My Car"

CD 6:
1. „You’re My Best Friend”
2. „’39"

CD 7:
1. „Somebody to Love”
2. „White Man”

CD 8:
1. „Tie Your Mother Down”
2. „You And I"

CD 9 (Queen’s First EP):
1. „Good Old Fashioned Lover Boy”
2. „Death On Two Legs (Dedicated To…)”
3. „Tenement Funster”
4. „White Queen (As It Began)”

CD 10:
1. „We Are the Champions”
2. „We Will Rock You"

CD 11:
1. „Spread Your Wings”
2. „Sheer Heart Attack"

CD 12:
1. „Bicycle Race”
2. „Fat Bottomed Girls"

CD 13:
1. „Don’t Stop Me Now”
2. „In Only Seven Days"

## Personel
- Pieczę nad nagraniem sprawowali Justin Shirley-Smith, Joshua J Macrae, Kris Fredriksson oraz Martin Lau.
- Remastering jest dziełem Petera Mew ze studia Abbey Road.
- Zbiór singli został przygotowany z pomocą Grega Brooksa i Gary’ego Taylora.